# Dasyhelea retorta
Dasyhelea retorta är en tvåvingeart som beskrevs av Ingram och John William Scott Macfie 1921. Dasyhelea retorta ingår i släktet Dasyhelea och familjen svidknott.
Artens utbredningsområde är Sierra Leone. Inga underarter finns listade i Catalogue of Life.